# Steven Hallworth
Steven Hallworth (Skellingthorpe, 1º dicembre 1995) è un giocatore di snooker inglese, professionista dal 2014 al 2016 e dal 2020, numero 69 del ranking.